# Repêchage d'expansion de la Ligue majeure de baseball 1968
Le repêchage d'expansion de la Ligue majeure de baseball 1968 est une procédure spéciale tenue en 1968 par les Ligues majeures de baseball afin de disperser un certain nombre de joueurs des 20 équipes déjà existantes pour composer quatre nouvelles franchises : les Padres de San Diego, les Expos de Montréal, les Royals de Kansas City et les Pilots de Seattle.

## Déroulement
La première séance eut lieu le 14 octobre 1968 pour les Padres et les Expos de la Ligue nationale de baseball, puis le 15 octobre pour Kansas City et Seattle de la Ligue américaine de baseball. Les quatre clubs jouèrent leurs saisons inaugurales en 1969.
Les nouvelles franchises devaient choisir 30 joueurs chacune parmi une liste d'athlètes non « protégés » par les équipes déjà existantes. Chaque club devait faire ses choix parmi ceux de sa propre ligue (Nationale ou Américaine).
Le 23e choix du repêchage de la Ligue nationale, Larry Jackson, choisit la retraite plutôt que de se rapporter aux Expos de Montréal l'année suivante. Par conséquent, Bobby Wine fut offert à la nouvelle équipe en guise de compensation.

### Ligue nationale
| Padres de San Diego | Padres de San Diego | Padres de San Diego      | Expos de Montréal | Expos de Montréal | Expos de Montréal        |
| ------------------- | ------------------- | ------------------------ | ----------------- | ----------------- | ------------------------ |
| #                   | Joueur              | Équipe précédente        | #                 | Joueur            | Équipe précédente        |
| 1                   | Ollie Brown         | Giants de San Francisco  | 2                 | Manny Mota        | Pirates de Pittsburgh    |
| 3                   | Dave Giusti         | Cardinals de Saint-Louis | 4                 | Mack Jones        | Reds de Cincinnati       |
| 5                   | Dick Selma          | Mets de New York         | 6                 | John Bateman      | Astros de Houston        |
| 7                   | Al Santorini        | Braves d'Atlanta         | 8                 | Gary Sutherland   | Phillies de Philadelphie |
| 9                   | Jose Arcia          | Cubs de Chicago          | 10                | Jack Billingham   | Dodgers de Los Angeles   |
| 12                  | Clay Kirby          | Cardinals de Saint-Louis | 11                | Donn Clendenon    | Pirates de Pittsburgh    |
| 14                  | Fred Kendall        | Reds de Cincinnati       | 13                | Jesús Alou        | Giants de San Francisco  |
| 16                  | Jerry Morales       | Mets de New York         | 15                | Mike Wegener      | Phillies de Philadelphie |
| 18                  | Nate Colbert        | Astros de Houston        | 17                | Skip Guinn        | Braves d'Atlanta         |
| 20                  | Zoilo Versalles     | Dodgers de Los Angeles   | 19                | Bill Stoneman     | Cubs de Chicago          |
| 22                  | Frank Reberger      | Cubs de Chicago          | 21                | Maury Wills       | Pirates de Pittsburgh    |
| 24                  | Jerry DaVanon       | Cardinals de Saint-Louis | 23                | Bobby Wine        | Phillies de Philadelphie |
| 26                  | Larry Stahl         | Mets de New York         | 25                | Bob Reynolds      | Giants de San Francisco  |
| 28                  | Dick Kelley         | Braves d'Atlanta         | 27                | Dan McGinn        | Reds de Cincinnati       |
| 30                  | Al Ferrara          | Dodgers de Los Angeles   | 29                | José Herrera      | Astros de Houston        |
| 31                  | Mike Corkins        | Giants de San Francisco  | 32                | Jimy Williams     | Reds de Cincinnati       |
| 33                  | Tom Dukes           | Astros de Houston        | 34                | Remy Hermoso      | Braves d'Atlanta         |
| 35                  | Rick James          | Cubs de Chicago          | 36                | Mudcat Grant      | Dodgers de Los Angeles   |
| 37                  | Tony Gonzalez       | Phillies de Philadelphie | 38                | Jerry Robertson   | Cardinals de Saint-Louis |
| 39                  | Dave Roberts        | Pirates de Pittsburgh    | 40                | Don Shaw          | Mets de New York         |
| 42                  | Ivan Murrell        | Astros de Houston        | 41                | Ty Cline          | Giants de San Francisco  |
| 44                  | Jim Williams        | Dodgers de Los Angeles   | 43                | Garry Jestadt     | Cubs de Chicago          |
| 46                  | Billy McCool        | Reds de Cincinnati       | 45                | Carl Morton       | Braves d'Atlanta         |
| 48                  | Roberto Pena        | Phillies de Philadelphie | 47                | Larry Jaster      | Cardinals de Saint-Louis |
| 50                  | Al McBean           | Pirates de Pittsburgh    | 49                | Ernie McAnally    | Mets de New York         |
| 51                  | Rafael Robles       | Giants de San Francisco  | 52                | Jim Fairey        | Dodgers de Los Angeles   |
| 53                  | Fred Katawczik      | Reds de Cincinnati       | 54                | Coco Laboy        | Cardinals de Saint-Louis |
| 55                  | Ron Slocum          | Pirates de Pittsburgh    | 56                | John Boccabella   | Cubs de Chicago          |
| 57                  | Steve Arlin         | Philles de Philadelphie  | 58                | Ron Brand         | Astros de Houston        |
| 59                  | Cito Gaston         | Braves d'Atlanta         | 60                | John Glass        | Mets de New York         |